# Communauté de communes Val de Cher - Saint-Aignan
La communauté de communes Val de Cher - Saint-Aignan est une communauté de communes française, située dans le département de Loir-et-Cher.

## Géographie

### Composition
Elle est composée des communes suivantes :
1. Châteauvieux
2. Châtillon-sur-Cher
3. Couffy
4. Mareuil-sur-Cher
5. Méhers
6. Noyers-sur-Cher
7. Pouillé
8. Saint-Aignan
9. Seigy
10. Thésée

## Démographie
La communauté de communes Val de Cher - Saint-Aignan comptait 13 239 habitants (population légale INSEE) au 1er janvier 2007. La densité de population est de 62,1 hab./km2.

### Évolution démographique
| 1968   | 1975   | 1982   | 1990   | 1999   | 2007   | - | - | - |
| ------ | ------ | ------ | ------ | ------ | ------ | - | - | - |
| 12 013 | 12 474 | 12 753 | 12 883 | 12 977 | 13 239 | - | - | - |

## Politique communautaire

### Représentation

#### Présidents de la communauté de communes
| Période | Période | Identité        | Étiquette | Qualité |
| ------- | ------- | --------------- | --------- | ------- |
| 2002    | 2008    | Yves Piau       |           |         |
| 2008    | 2014    | Michel Chadenas |           |         |

### Identité visuelle
|  | Logo de la Communauté de Communes |

## Pour approfondir

## Sources
- le splaf
- la base aspic